# NGC 3085
NGC 3085 је лентикуларна галаксија у сазвежђу Хидра која се налази на NGC листи објеката дубоког неба.
Деклинација објекта је - 19° 29' 34" а ректасцензија 9h 59m 29,1s. Привидна величина (магнитуда) објекта NGC 3085 износи 13,0 а фотографска магнитуда 14,0. NGC 3085 је још познат и под ознакама ESO 566-38, MCG -3-26-3, PGC 28875.